# Phyllocrania
Genre
Phyllocrania est un genre d'insectes de la famille des Hymenopodidae.

## Systématique
Le genre Phyllocrania a été nommé et décrit par l'entomologiste Hermann Burmeister en 1838 avec pour espèce type Phyllocrania paradoxa Burmeister, 1838 par description subséquente. Sa dénomination vient du grec φὖλλον (folium) et χρανἰον (caput), qui a la tête en forme de feuille

### Publication originale
- Burmeister. H. 1838. Handbuch der Entomologie, 2: 397-756 (p. 548).

## Liste des espèces
Selon GBIF (4 avril 2025) :
- Phyllocrania illudens Saussure & Zehntner, 1895
- Phyllocrania insignis Westwood, 1843
- Phyllocrania paradoxa Burmeister, 1838